# Zieria granulata
Zieria granulata (лат.), известная как Illawarra zieria, холмистая цирия — растение семейства Рутовые (Rutaceae).
Эндемик региона Иллаварра в Новом Южном Уэльсе. Высокий густой куст, отличающийся бородавчатыми бугорками, покрывающими всё растение, линейными листочками и маленькими белыми четырёхлепестковыми цветками.

## Биологическое описание
Густой ароматный кустарник, который в идеальных условиях вырастает до высоты около 3 м (10 футов) или до 6 м (20 футов). Ветви покрыты бородавчатыми бугорками, а самые молодые ветки покрыты короткими шелковистыми волосками. Его листья состоят из трёх более или менее линейных листочков, средний листочек имеет длину 15-40 мм (0,6-2 дюйма) и ширину около 1 мм (0,04 дюйма), а другие листочки меньше. Края листочков имеют мелкие зубцы и загнуты к низу. Верхняя поверхность тускло-зелёная, сначала опушённая, а нижняя поверхность беловатая и покрыта мягкими волосками. Обе поверхности покрыты бугорками. Листовой стебель имеет длину 3-10 мм (0,1-0,4 дюйма).
Цветки белые и расположены группами до 180 цветков в пазухах листьев, каждый цветок 3,5-7 мм (0,1-0,3 дюйма) в диаметре. Группы короче листьев, а цветки имеют четыре голых доли чашелистика длиной менее 1 мм (0,04 дюйма). Четыре лепестка имеют длину 1,5-2,5 мм (0,06-0,1 дюйма), и, как и у других зиерий, всего четыре тычинки. Цветение происходит весной и летом, за ним следуют плоды, представляющие собой сухую светло-коричневую капсулу, содержащую тёмные красноватые семена размером около 2 мм (0,08 дюйма), которые имеют привлекающую муравьёв элайосому.

## Таксономия и именование
Вид был впервые официально описан в 1863 году Джорджем Бентамом в работе Flora Australiensis после описания Чарльза Мура, которое не было официально опубликовано. Видовой эпитет (granulata) происходит от латинского слова granum, означающего «зерно».

## Распространение и среда обитания
Эта цирия обычно растёт на скалах на неглубоких вулканических почвах. Встречается только в районах Шолхейвен и Киама на южном побережье Нового Южного Уэльса.

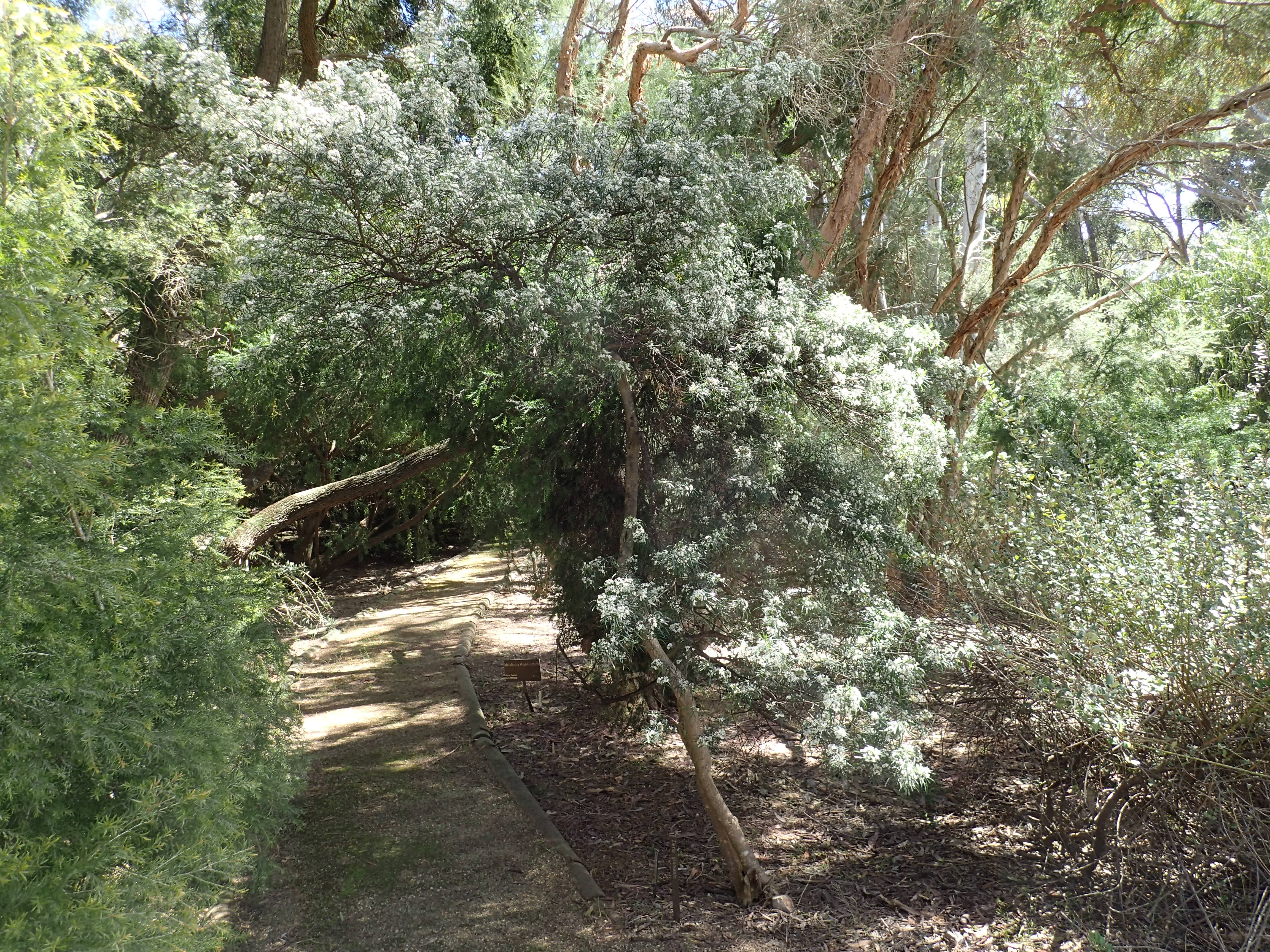
Цирия зерновая в Австралийском национальном ботаническом саду

## Сохранение
Zieria granulata классифицируется как «находящийся под угрозой исчезновения» в соответствии с Законом правительства Содружества об охране окружающей среды и сохранении биоразнообразия 1999 года (EPBC). Основная угроза его выживанию — потеря среды обитания из-за расчистки земли, разработки карьеров, жилищного строительства и строительства дорог.

## Использование в садоводстве
Вид хорошо известен в культуре, предпочитает хорошо дренированные почвы и полутенистые места, но будет расти и на ярком солнце, засухоустойчив и умеренно морозостоек. Рекомендуется лёгкая обрезка для поддержания формы куста.